# Синнаи
Синнаи (итал. Sinnai) — коммуна в Италии, располагается в регионе Сардиния, подчиняется административному центру Кальяри.
Население составляет 15 968 человек (на 2004 г.), плотность населения составляет 68,2 чел./км². Занимает площадь 223,38 км². Почтовый индекс — 9048. Телефонный код — 070.
Покровительницей коммуны почитается святая великомученица Варвара Илиопольская. Праздник ежегодно празднуется 4 декабря.